# مدار ۷۸ درجه جنوبی
مدار ۷۸ درجه جنوبی، دایره‌ای از عرض جغرافیایی است که در ۷۸ درجهٔ جنوبی خط استوا  قرار دارد.

## گذر از مناطق
از نصف‌النهار مبدأ شروع می‌شود و به سمت مشرق ۷۸ درجه جنوبی از موارد زیر گذر می‌کند:
| مختصات‌ها                                             | کشور، قلمرو یا دریا | توضیحات |
| ---------------------------------------------------- | ------------------- | --- |
| ۷۸°۰′ جنوبی ۰°۰′ شرقی / ۷۸٫۰۰۰°جنوبی ۰٫۰۰۰°شرقی      | جنوبگان             | سرزمین شهبانو ماود, claimed by نروژ · قلمرو جنوبگان استرالیا, claimed by استرالیا · سرزمین ادلی, claimed by فرانسه · قلمرو جنوبگان استرالیا, claimed by استرالیا · Ross Dependency, claimed by نیوزیلند                                                                                                 |
| ۷۸°۰′ جنوبی ۱۷۷°۴۲′ شرقی / ۷۸٫۰۰۰°جنوبی ۱۷۷٫۷۰۰°شرقی | اقیانوس منجمد جنوبی | دریای راس |
| ۷۸°۰′ جنوبی ۱۶۰°۲۶′ غربی / ۷۸٫۰۰۰°جنوبی ۱۶۰٫۴۳۳°غربی | جنوبگان             | Ross Dependency, claimed by نیوزیلند · Unclaimed territory · Antártica Chilena, claimed by شیلی · Territory claimed by شیلی and بریتانیا (overlapping claims) · Territory claimed by آرژانتین, شیلی and بریتانیا (overlapping claims) · Territory claimed by آرژانتین and بریتانیا (overlapping claims) |
| ۷۸°۰′ جنوبی ۴۵°۴۴′ غربی / ۷۸٫۰۰۰°جنوبی ۴۵٫۷۳۳°غربی   | اقیانوس منجمد جنوبی | دریای ودل |
| ۷۸°۰′ جنوبی ۴۲°۷′ غربی / ۷۸٫۰۰۰°جنوبی ۴۲٫۱۱۷°غربی    | جنوبگان             | Territory claimed by آرژانتین and بریتانیا (overlapping claims) · قلمرو بریتانیایی قطب جنوب, claimed by بریتانیا · سرزمین شهبانو ماود, claimed by نروژ |